# Хатт, Эмилия Демант
Эмилия Демант Хатт (дат. Emilie Demant Hatt; 21 января 1873 — 4 декабря 1958) — датская художница, писательница, этнограф и фольклорист. Областью её интересов и исследований служила культура и образ жизни народа саамов.

## Ранняя биография
Эмили Демант Хансен родилась в 1873 году в семье торговца из Сельде, расположенного на берегу Лим-фьорд в северной Ютландии, Дания. С 14 до 17 лет она имела романтические отношения с композитором Карлом Нильсеном, с которым она познакомилась в 1887 году в Сельде. Ожидая помолвки, Нильсен столкнулся с психологическим кризисом в их отношениях. В то время он жил в Копенгагене у дяди и тёти Эмилии, которая после их расставания продолжала хранить у себя несколько оригинальных ранних музыкальных рукописей Нильсена.
С 1898 по 1906 год она изучала живопись и рисунок в Копенгагене рисованию и живописи в художественной школе Эмилии Мунт и Марии Луплау при Датской королевской академии изящных искусств.
Будучи студенткой художественного факультета, она сменила свою фамилию на Демант. В 1904 году она вместе со своей сестрой отправилась на поезде в северную Скандинавию. Там, на одном из поездов, перевозящих железную руду в шведской Лапландии, они познакомились с саамским охотником на волков Юханом Тури (1854—1936). Эта встреча произвела неизгладимое впечатление на Демант, который очень заинтересовалась саамской культурой и их образом жизни. Через переводчика Тури рассказал Демант, что хочет написать книгу о лапландцах, а Демант ответила ему на это, что всегда хотела быть кочевником. Следующие несколько лет Демант провела, изучая северносаамский язык в Копенгагенском университете под началом лингвиста Вильгельма Томсена, продолжая при этом изучать живопись.

## Творческая карьера
В 1907 году Эмилия вернулась в северную Скандинавию и жила там в саамской сииде в шведских горах за пределами Кируны вместе с Сари и Аслаком Тури, братом Юхана Тури. Она мигрировала вместе с ними и другими саамами зимой и весной 1907 и 1908 годов в Юккасъярви и из Каресуандо в Тромсдален, где провела лето 1908 года. Хотя она не была подготовлена как этнограф, она вела дневник, фотографировала, рисовала то, что видела. Хотя мужчины-антропологи уже бывали здесь раньше, Демант была первой женщиной, жившей так близко с саамами. Демант также был первым исследователем, обнаружившим, что саамские матери искусственно деформируют головы своих младенцев.
Осенью 1908 года Демант провела 6-8 недель с Юханом Тури в горной хижине, где она помогала ему с его «Книгой лапландцев» (Muitalus sámiid birra). Тетради, в которых Тури написал свою книгу на саамском языке, она взяла с собой в Данию. Затем она переписала текст, перевела его на датский язык и привела в порядок. Ей в этом помогали Андерс Педерсен и Вильгельм Томсен. Книга финансировалась шведским владельцем шахтой Яльмаром Лундбомом. «Книга Юхана Тури о Лапландии» (Bogen om lapperne) была опубликована в 1910 году в двуязычном саамско-датском издании, а в 1931 году — в издании на английском языке.
Демант совершила ещё одну этнографическую поездку в Швецию в 1910 году, где она жила в Глене вместе с южносаамсской парой Мартой и Нильсом Нильссонами. В 1913 году она опубликовала книгу «С лапландцами в высоких горах» (Med lapperne i højfjeldet), в которой рассказала о саамских обычаях. Она была основана на опыте её однолетних кочевых путешествий в 1907—1908 годах.
Демант Хатт рисовала всю свою жизнь и выставляла свои работы на художественных выставках. Она написала ещё несколько работ о саамах и выпустила серию картин, посвящённых Лапландии. Коллекция её произведений хранится в стокгольмском Музее северных стран. Другие картины Демант находятся в Музее искусств Скиве. Значительная часть коллекции саамской одежды в отделе этнографии Национального музея Дании была собрана ею в период 1915—1924 годов.
В 1915 году она была удостоена медали Барнарда, а в 1940 году — медали Артура Хазелиуса в Стокгольме за свои саамские исследования. Демант была также членом Географического общества Финляндии.

## Личная жизнь
У Демант были близкие отношения и дружба со шведским геологом и химиком Яльмаром Лундбомом, с которым она познакомилась в Юккасъярви в 1907 году. Её друзьями-художниками были Кристина Сване и Ольга Лау, с которыми она училась в Королевской академии художеств.
В сентябре 1911 года она вышла замуж за Оге Гудмунда Хатта,, профессора культурной географии Копенгагенского университета.
Эмили Демант Хатт написала свою автобиографию «Весенние потоки» (Med lapperne i højfjeldet) в 1949 году. После её смерти в 1958 году рукопись была передана в Королевскую датскую библиотеку. Она была забыта до 2002 года, когда Юхан Феллоу обнаружил её в архивах. В том же году автобиография была опубликована.

## Некоторые работы
- (1913), Med Lapperne i høfjeldet
- (1918), Die lappländischen Nomaden in Skandinavien
- (1920), Lappish Texts written by Johan Turi and Per Turi. With the cooperation of K. D. Wiklund, edited by Emilie Demant-Hatt
- (1922), Ved Ilden : eventyr og historier fra Lapland